# 4 tháng 3
Ngày 4 tháng 3 là ngày thứ 63 (64 trong năm nhuận) trong lịch Gregory. Còn 302 ngày trong năm.

## Sự kiện
- 581 – Bắc Chu Tĩnh Đế dâng hoàng đế tỉ, nhường ngôi cho Tùy vương Dương Kiên. Dương Kiên liền lên ngôi ở điện Lâm Quang, khởi đầu triều Tùy.
- 971 – Do chiến bại, Hoàng đế Lưu Sưởng của Nam Hán đầu hàng quân nhà Tống dưới quyền tướng Phan Mỹ, Nam Hán diệt vong.
- 1152 – Friedrich I được bầu làm vua của Đức.
- 1351 – Ramathibodi I trở thành quốc vương, khởi đầu Vương quốc Ayutthaya trên bán đảo Đông Dương.
- 1377 – Trong khi đang dẫn quân tấn công Chiêm Thành, Trần Duệ Tông bị quân Chiêm phục kích trong thành Đồ Bàn và tử chiến, quân Đại Việt đại bại.
- 1386 – Đại công tước Jogaila của Litva đăng quang quốc vương Ba Lan với hiệu Władysław II Jagiełło, đồng trị với vợ là Nữ vương Jadwiga.
- 1461 – Chiến tranh Hoa Hồng: Quốc vương Anh Henry VI thuộc Nhà Lancaster bị người họ hàng Nhà York phế truất, người này về sau trở thành Edward IV.
- 1493 – Nhà thám hiểm Cristoforo Colombo trở về đến Lisboa, Bồ Đào Nha, sau hành trình đến nơi mà nay là Bahamas và các đảo khác tain Vùng Caribe.
- 1519 – Hernán Cortés đến Mexico nhằm tìm kiếm nền văn minh Aztec và của cải của họ.
- 1681 – Quốc vương Charles II của Anh ban một hiến chương hoàng gia thành lập thuộc địa tỉnh Pennsylvania tại Bắc Mỹ.
- 1790 – Pháp được phân chia thành 83 département với ranh giới vắt qua các province cũ nhằm xóa bỏ các khác biệt về văn hóa.
- 1791 – Vermont được nhận vào Hoa Kỳ với tư cách là bang thứ 14.
- 1797 – John Adams nhậm chức tổng thống thứ nhì của Hoa Kỳ, là vị tổng thống đầu tiên bắt đầu nhiệm kỳ vào ngày 4 tháng 3.
- 1837 – Chicago được hợp nhất thành một thành phố, hiện là thành phố đông dân thứ ba tại Hoa Kỳ.
- 1943 – Chiến tranh thế giới thứ hai: Không quân của Đồng Minh giành chiến thắng trước Hải quân của Nhật Bản trong Trận chiến biển Bismarck.
- 1957 – Chỉ số thị trường chứng khoán S&P 500 được vào sử dụng, thay thế cho S&P 90.
- 1966 – Một máy bay của Canadian Pacific Air Lines phát nổ khi hạ cánh tại Sân bay Haneda, khiến 64 người thiệt mạng.
- 1966 – Trong một bài phỏng vấn, thành viên John Lennon của The Beatles tuyên bố rằng ban nhạc  "bây giờ nổi tiếng hơn cả Chúa Jesus".
- 1974 – Tạp chí People được phát hành lần đầu tiên tại Hoa Kỳ với tên People Weekly.
- 1975, được coi là ngày mở màn chiến dịch Tây Nguyên. Với thắng lợi quan trọng là giải phóng thành phố Buôn Ma Thuột tạo đà cho sự phát triển của chiến dịch, giành thời cơ, kiên quyết tấn công làm tan rã những mảng lớn quân nguỵ Sài Gòn, đưa cuộc kháng chiến chống Mĩ cứu nước vào bước ngoặt quyết định.
- 1976 – Hội nghị Lập hiến Bắc Ireland chính thức giải thể, kết quả là Quốc hội Anh quản lý trực tiếp lãnh thổ.
- 1986 – Tàu thăm dò Vega 1 của Liên Xô bắt đầu truyền về các hình ảnh của Sao chổi Halley và các hình ảnh đầu tiên về hạt nhân của nó.
- 1998 – Quyền LGBT ở Hoa Kỳ: Tòa án Tối cao Hoa Kỳ phán quyết rằng pháp luật liên bang cấm chỉ quấy rối tình dục trong công việc cũng áp dụng khi cả hai bên có cùng giới tính.
- 2009 – Tòa án Hình sự Quốc tế (ICC) ra trát bắt giữ Tổng thống Sudan Omar al-Bashir vì các tội ác chiến tranh và các tội ác chống nhân loại tại Darfur.

## Sinh
- 895 – Lưu Tri Viễn tức Hậu Hán Cao Tổ, hoàng đế khai quốc nhà Hậu Hán thời Ngũ Đại Thập Quốc trong lịch sử Trung Quốc.
- 1665 – Philip Christoph von Königsmarck, người lính người Thụy Điển (m. 1694)
- 1678 – Antonio Vivaldi, nhà soạn nhạc người Ý (m. 1741)
- 1746 – Kazimierz Pułaski, nhà cánh mạng chiến tranh tướng người Mỹ (m. 1779)
- 1756 – Sir Henry Raeburn, họa sĩ người Scotland (m. 1823)
- 1781 – Rebecca Gratz, nhà sư phạm, người làm việc thiện người Mỹ (m. 1869)
- 1782 – Johann Rudolf Wyss, nhà nghiên cứu nghệ thuật dân gian Thụy Sĩ (m. 1830)
- 1792 – Samuel Slocum, nhà phát minh người Mỹ (m. 1861)
- 1793 – Karl Lachmann, nhà ngữ văn người Đức (m. 1851)
- 1819 – Charles Oberthur, người chơi đàn hạc người Đức (m. 1895)
- 1820 – Francesco Bentivegna, nhà cánh mạng người Ý (m. 1856)
- 1822 – Jules Antoine Lissajous, nhà toán học người Pháp (m. 1880)
- 1824 – Nguyễn Phúc Vĩnh Thụy, phong hiệu Phú Phong Công chúa, công chúa con vua Minh Mạng (m. 1863)
- 1847 – Karl Bayer, nhà hóa học người Áo (m. 1904)
- 1854 – Sir Napier Shaw, Meteorologist người Anh (m. 1945)
- 1856 – Toru Dutt, Pháp nhà thơ, tác gia người Anh (m. 1877)
- 1856 – Alfred William Rich, họa sĩ người Anh (m. 1921)
- 1859 – Alexander Stepanovich Popov, nhà vật lý người Nga (m. 1905)
- 1862 – Jacob Robert Emden, nhà vật lý thiên văn, Meteorologist Thụy Sĩ (m. 1940)
- 1863 – Reginald Innes Pocock, nhà động vật học người Anh (m. 1947)
- 1870 – Thomas Sturge Moore, nhà thơ người Anh (m. 1944)
- 1871 – Boris Galerkin, nhà toán học người Nga (m. 1945)
- 1873 – Guy Wetmore Carryl, nghệ sĩ hài, nhà thơ người Mỹ (m. 1904)
- 1875 – Mihály Károlyi, thủ tướng Hungary, tổng thống Hungary nguyên (m. 1955)
- 1876 – Léon–Paul Fargue, nhà thơ người Pháp (m. 1947)
- 1877 – Alexander Fyodorovich Gedike, nhà soạn nhạc người Nga (m. 1957)
- 1877 – Fritz Graebner, Ethnologist người Đức (m. 1934)
- 1877 – Garrett Morgan, nhà phát minh người Mỹ (m. 1963)
- 1878 – Egbert Van Alstyne, người sáng tác bài hát, nghệ sĩ dương cầm người Mỹ (m. 1951)
- 1878 – Peter D. Ouspensky, nhà triết học người Nga (m. 1947)
- 1879 – Josip Murn Aleksandrov, nhà thơ người Slovenia (m. 1901)
- 1880 – Channing Pollock, nhà soạn kịch, nhà phê bình người Mỹ (m. 1946)
- 1881 – Maude Fealy, diễn viên người Mỹ (m. 1971)
- 1881 – Thomas Sigismund Stribling, nhà văn người Mỹ (m. 1965)
- 1883 – Sam Langford, võ sĩ quyền Anh người Canada (m. 1956)
- 1884 – Red Murray, chuyên nghiệp vận động viên bóng chày người Mỹ (m. 1958)
- 1886 – Paul Bazelaire, nghệ sĩ vĩ cầm người Pháp (m. 1958)
- 1888 – Knute Rockne, cầu thủ bóng đá, huấn luyện viên người Mỹ (m. 1931)
- 1889 – Oscar Chisini, nhà toán học người Ý (m. 1967)
- 1889 – Pearl White, nữ diễn viên người Mỹ (m. 1938)
- 1895 – Milt Gross, tác giả truyện tranh người Mỹ (m. 1953)
- 1897 – Lefty O'Doul, vận động viên bóng chày người Mỹ (m. 1969)
- 1898 – Georges Dumézil, nhà ngữ văn người Pháp (m. 1940)
- 1899 – Emilio Prados, nhà thơ, chủ bút người Tây Ban Nha (m. 1962)
- 1900 – Herbert Biberman, người viết kịch bản phim người Mỹ (m. 1971)
- 1903 – Luis Carrero Blanco, chính khách người Tây Ban Nha (m. 1973)
- 1903 – Dorothy Mackaill, nữ diễn viên người Anh (m. 1990)
- 1903 – John Scarne, Magician người Mỹ (m. 1985)
- 1904 – George Gamow, nhà vật lý người Ukraina (m. 1968)
- 1912 – Afro Basaldella, họa sĩ người Ý (m. 1976)
- 1913 – Taos Amrouche, nhà văn, ca sĩ người Algérie (m. 1976)
- 1913 – John Garfield, diễn viên người Mỹ (m. 1952)
- 1913 – Willie Johnson (guitarist), nghệ sĩ đàn ghita người Mỹ (m. 1995)
- 1914 – Gino Colaussi (Luigi Colaussi), cầu thủ bóng đá người Ý (m. 1991)
- 1914 – Ward Kimball, người vẽ tranh biếm hoạ người Mỹ (m. 2002)
- 1914 – Robert R. Wilson, nhà vật lý, nhà điêu khắc, kiến trúc sư người Mỹ (m. 2000)
- 1915 – Carlos Surinach, nhà soạn nhạc người Tây Ban Nha (m. 1997)
- 1916 – William Alland, diễn viên, nhà sản xuất, nhà văn, người đạo diễn người Mỹ (m. 1997)
- 1916 – Giorgio Bassani, nhà văn người Ý (m. 2000)
- 1916 – Hans Eysenck, nhà tâm lý học người Đức (m. 1997)
- 1917 – Clyde McCullough, vận động viên bóng chày người Mỹ (m. 1982)
- 1918 – Margaret Osborne duPont, vận động viên quần vợt người Mỹ
- 1920 – Jean Lecanuet, chính khách người Pháp (m. 1993)
- 1920 – Alan MacNaughtan, diễn viên người Scotland (m. 2002)
- 1921 – Halim El–Dabh, nhà soạn nhạc Ai Cập
- 1921 – Joan Greenwood, nữ diễn viên người Anh (m. 1987)
- 1921 – Wilson Harris, nhà văn người Guyana
- 1921 – Dinny Pails, vận động viên quần vợt người Úc
- 1922 – Richard E. Cunha, nhà điện ảnh, đạo diễn phim người Mỹ (m. 2005)
- 1922 – Martha O'Driscoll, nữ diễn viên người Mỹ (m. 1998)
- 1923 – Sir Patrick Moore, nhà thiên văn người Anh
- 1925 – Paul Mauriat, nhạc sĩ người Pháp (m. 2006)
- 1926 – Fran Warren, ca sĩ người Mỹ
- 1927 – Thayer David, diễn viên người Mỹ (m. 1978)
- 1927 – Robert Orben, Magician người Mỹ
- 1927 – Dick Savitt, vận động viên quần vợt người Mỹ
- 1927 – Cy Touff, nhạc Jazz nhạc sĩ người Mỹ (m. 2003)
- 1928 – Samuel Adler, nhà soạn nhạc người Mỹ
- 1928 – Alan Sillitoe, nhà văn người Anh
- 1929 – Bernard Haitink, người chỉ huy dàn nhạc người Đức
- 1931 – Wally Bruner, nhà báo, người dẫn chương trình truyền hình người Mỹ (m. 1997)
- 1931 – Alice Rivlin, nhà kinh tế học người Mỹ
- 1932 – Ryszard Kapuściński, nhà báo người Ba Lan (m. 2007)
- 1932 – Miriam Makeba, ca sĩ người Nam Phi
- 1932 – Ed "Big Daddy" Roth, xe ôtô nhà thiết kế người Mỹ (m. 2001)
- 1933 – Ann Burton, nhạc Jazz ca sĩ người Đức (m. 1989)
- 1933 – John W Mills, nhà điêu khắc người Anh
- 1934 – Mario Davidovsky, nhà soạn nhạc người Argentina
- 1934 – Anne Haney, nữ diễn viên người Mỹ (m. 2001)
- 1934 – Barbara McNair, ca sĩ, nữ diễn viên người Mỹ (m. 2007)
- 1934 – Janez Strnad, nhà vật lý người Slovenia
- 1935 – Bent Larsen, đấu thủ cờ vua người Đan Mạch
- 1935 – Nancy Whiskey, nhạc dân gian ca sĩ người Scotland (m. 2003)
- 1936 – Aribert Reimann, nhà soạn nhạc người Đức
- 1937 – Graham Dowling, cầu thủ cricket người New Zealand
- 1937 – Yuri Senkevich, nhà du hành vũ trụ người Nga (m. 2003)
- 1937 – Barney Wilen, nhạc Jazz nhạc công saxophon người Pháp (m. 1996)
- 1938 – Angus MacLise, người chơi nhạc cụ gõ người Mỹ (m. 1979)
- 1938 – Don Perkins, cầu thủ bóng đá người Mỹ
- 1938 – Paula Prentiss, nữ diễn viên người Mỹ
- 1938 – Adam Daniel Rotfeld, nhà ngoại giao, nhà nghiên cứu người Ba Lan
- 1939 – Jack Fisher, vận động viên bóng chày người Mỹ
- 1939 – Carlos Vereza, diễn viên người Brasil
- 1941 – John Aprea, diễn viên người Mỹ
- 1941 – Adrian Lyne, đạo diễn phim người Anh
- 1941 – Bobby Shew, nhạc Jazz nhạc sĩ người Mỹ
- 1943 – Lucio Dalla, ca sĩ, người sáng tác bài hát người Ý
- 1943 – Zoltan Jeney, nhà soạn nhạc người Hungary
- 1944 – Harvey Postlethwaite, kĩ sư, đua xe ôtô nhà thiết kế người Anh (m. 1999)
- 1944 – Bobby Womack, ca sĩ người Mỹ
- 1945 – Tara Browne, người giao thiệp rộng người Anh (m. 1966)
- 1945 – Dieter Meier, ca sĩ Thụy Sĩ
- 1945 – Frank Novak, diễn viên người Mỹ
- 1945 – Tommy Svensson, ông bầu bóng đá người Thụy Điển
- 1945 – Gary Williams, bóng rổ huấn luyện viên người Mỹ
- 1946 – Michael Ashcroft, chủ doanh nghiệp người Anh
- 1946 – Haile Gerima, nhà sản xuất phim người Ethiopia
- 1947 – David Franzoni, người viết kịch bản phim người Mỹ
- 1947 – Jan Garbarek, nhạc sĩ người Na Uy
- 1947 – Gunnar Hansen, diễn viên người Iceland
- 1947 – Gwen Welles, nữ diễn viên người Mỹ (m. 1993)
- 1948 – Lindy Chamberlain, tác gia người Úc
- 1948 – James Ellroy, nhà văn người Mỹ
- 1948 – Tom Grieve, vận động viên bóng chày người Mỹ
- 1948 – Leron Lee, vận động viên bóng chày người Mỹ
- 1948 – Shakin' Stevens, ca sĩ Wales
- 1949 – Carroll Baker, nhạc country ca sĩ, người sáng tác bài hát người Canada
- 1950 – Ofelia Medina, nữ diễn viên, người viết kịch bản phim người México
- 1950 – Rick Perry, thống đốc Texas
- 1951 – Edelgard Bulmahn, chính khách người Đức
- 1951 – Kenny Dalglish, cầu thủ bóng đá, người quản lý người Scotland
- 1951 – Theresa Hak Kyung Cha, tiểu thuyết gia người Mỹ (m. 1982)
- 1951 – Chris Rea, ca sĩ người Anh
- 1951 – Linda Yamamoto, ca sĩ người Nhật Bản
- 1952 – Ronn Moss, diễn viên người Mỹ
- 1952 – Umberto Tozzi, ca sĩ người Ý
- 1953 – Emilio Estefan, người chơi nhạc cụ gõ Cuba
- 1953 – Scott Hicks, đạo diễn phim người Uganda
- 1953 – Paweł Janas, ông bầu bóng đá, nguyên cầu thủ bóng đá người Ba Lan
- 1953 – Kay Lenz, nữ diễn viên người Mỹ
- 1953 – Chris Smith, chính khách người Mỹ
- 1954 – Mark Chorvinsky, tác gia, chủ bút người Mỹ (m. 2005)
- 1954 – François Fillon, chính khách, thủ tướng Pháp người Pháp
- 1954 – Peter Jacobsen, chuyên nghiệp vận động viên golf người Mỹ
- 1954 – Catherine O'Hara, nữ diễn viên người Canada
- 1954 – Willie Thorne, người chơi bi da người Anh
- 1954 – Adrian Zmed, diễn viên người Mỹ
- 1955 – Dominique Pinon, diễn viên người Pháp
- 1955 – James Weaver, người lái xe đua người Anh
- 1956 – Kermit Driscoll, nhạc Jazz nhạc công đàn bass người Mỹ
- 1958 – Patricia Heaton, nữ diễn viên người Mỹ
- 1958 – Lennie Lee, nghệ sĩ người Anh
- 1959 – Rick Ardon, tin tức người dẫn chương trình người Úc
- 1960 – Mikko Kuustonen, ca sĩ, người sáng tác bài hát người Phần Lan
- 1960 – John Mugabi, võ sĩ quyền Anh người Uganda
- 1960 – Mykelti Williamson, diễn viên người Mỹ
- 1961 – Ray Mancini, võ sĩ quyền Anh người Mỹ
- 1961 – Steven Weber, diễn viên người Mỹ
- 1961 – Roger Wessels, vận động viên golf người Nam Phi
- 1962 – Simon Bisley, tác giả truyện tranh người Anh
- 1962 – Lolo Ferrari, nữ diễn viên người Pháp (m. 2000)
- 1962 – Greg Kragen, cầu thủ bóng đá người Mỹ
- 1962 – David Sparrow, diễn viên người Anh
- 1963 – Barbara Bubula, chính khách người Ba Lan
- 1963 – Daniel Roebuck, diễn viên người Mỹ
- 1964 – Tom Lampkin, vận động viên bóng chày người Mỹ
- 1964 – Paolo Virzì, người viết kịch bản phim, người đạo diễn người Ý
- 1965 – Paul W. S. Anderson, nhà sản xuất phim người Anh
- 1965 – Stacy Edwards, nữ diễn viên người Mỹ
- 1965 – Gary Helms, nhạc country ca sĩ người Mỹ
- 1965 – Khaled Hosseini, tác gia, thầy thuốc người Afghanistan
- 1965 – Yuri Lonchakov, nhà du hành vũ trụ người Nga
- 1966 – Daniela Amavia, nữ diễn viên, quốc tế người mẫu, người Hy Lạp
- 1966 – Emese Hunyady, vận động viên trượt băng tốc độ người Hungary
- 1966 – Kevin Johnson, cầu thủ bóng rổ người Mỹ
- 1966 – Dav Pilkey, tác gia người Mỹ
- 1966 – Grand Puba, ca sĩ nhạc Rapp người Mỹ
- 1967 – Daryll Cullinan, cầu thủ cricket người Nam Phi
- 1967 – Andrew Osmond, nhà văn người Anh
- 1968 – Giovanni Carrara, vận động viên bóng chày người Venezuela
- 1968 – Patsy Kensit, nữ diễn viên người Anh
- 1968 – Kyriakos Mitsotakis, chính khách người Hy Lạp
- 1969 – Pierluigi Casiraghi, ông bầu bóng đá người Ý
- 1969 – Annie Shizuka Inoh, nữ diễn viên người Đài Loan
- 1969 – Frank Nicotero, diễn viên hài người Mỹ
- 1969 – Patrick Roach, diễn viên người Canada
- 1970 – Andrea Bendewald, nữ diễn viên người Mỹ
- 1971 – Iain Baird, cầu thủ bóng đá người Canada
- 1971 – Satoshi Motoyama, người đua xe người Nhật Bản
- 1971 – Nick Stabile, diễn viên người Mỹ
- 1971 – Jovan Stanković, cầu thủ bóng đá người Serbia
- 1972 – Pae Gil–Su, vận động viên thể dục người Triều Tiên
- 1972 – Ivy Queen, nhà soạn nhạc, ca sĩ người Mỹ
- 1972 – Robert Smith, cầu thủ bóng đá người Mỹ
- 1972 – Jos Verstappen, tay đua xe Công thức 1 người Đức
- 1973 – Summer Cummings, nữ diễn viên người Mỹ
- 1973 – Phillip Daniels, cầu thủ bóng đá người Mỹ
- 1973 – Len Wiseman, người đạo diễn người Mỹ
- 1974 – Karol Kučera, vận động viên quần vợt người Slovakia
- 1974 – Ariel Ortega, cầu thủ bóng đá người Argentina
- 1974 – Tommy Phelps, vận động viên bóng chày người Mỹ
- 1975 – Patrick Femerling, chuyên nghiệp cầu thủ bóng rổ người Đức
- 1975 – Kim Jung–Eun, nữ diễn viên người Hàn Quốc
- 1975 – Myrna Veenstra, vận động viên khúc côn cầu người Đức
- 1975 – Antti Aalto, vận động viên khúc côn cầu trên băng người Phần Lan
- 1976 – Hiram Bocachica, vận động viên bóng chày người Puerto Rican
- 1976 – Sean Covel, nhà sản xuất phim người Mỹ
- 1976 – Thierry Renaer, vận động viên khúc côn cầu người Bỉ
- 1976 – Vic Wunderle, người bắn cung người Mỹ
- 1977 – Ana Gabriela Guevara, vận động viên người México
- 1977 – Daniel Klewer, cầu thủ bóng đá người Đức
- 1977 – Jason Marsalis, nhạc sĩ người Mỹ
- 1978 – Pierre Dagenais, vận động viên khúc côn cầu trên băng người Canada
- 1978 – Denis Dallan, cầu thủ Liên đoàn Bóng bầu dục người Ý
- 1978 – Rachel Roberts, người mẫu, nữ diễn viên người Canada
- 1979 – Geoff Huegill, vận động viên bơi lội người Úc
- 1980 – Omar Bravo, cầu thủ bóng đá người México
- 1980 – Jung Da Bin, nữ diễn viên người Hàn Quốc (m. 2007)
- 1980 – Jack Hannahan, vận động viên bóng chày người Mỹ
- 1982 – Mariano Altuna, người đua xe người Argentina
- 1982 – Landon Donovan, cầu thủ bóng đá người Mỹ
- 1983 – Max Vergara Poeti, nhà văn người Colombia
- 1984 – Ai Iwamura, nữ diễn viên người Nhật Bản
- 1984 – Zak Whitbread, Anh cầu thủ bóng đá người Mỹ
- 1985 – Chinedum Ndukwe, cầu thủ bóng đá người Mỹ
- 1986 – Margo Harshman, nữ diễn viên người Mỹ
- 1986 – Tom De Mul, cầu thủ bóng đá người Bỉ
- 1986 – Bohdan Shust, cầu thủ bóng đá người Ukraina
- 1986 – Park Min-young,nữ diễn viên Hàn Quốc
- 1990 – Andrea Bowen, nữ diễn viên người Mỹ
- 1991 – Diandra Newlin, nữ diễn viên, ca sĩ, thời trang người mẫu, người Mỹ
- 1993 – Jenna Boyd, nữ diễn viên người Mỹ
- 1993 – Alice Jones, nữ diễn viên người Anh
- 1993 – Abigail Mavity, nữ diễn viên người Mỹ
- 1993 – Yves Michel-Beneche, diễn viên người Mỹ
- 1993 – Bobbi Kristina Brown, ngôi sao truyền hình thực tế người Mỹ gốc Phi, con gái của nữ ca sĩ lừng danh Whitney Houston (m. 2015)

## Mất
- 1377 – Trần Duệ Tông, hoàng đế thứ 9 của nhà Trần trong lịch sử Việt Nam (s. 1337)
- 1484 – Saint Casimir, hoàng tử Ba Lan (s. 1458)
- 1604 – Fausto Paolo Sozzini, nhà thần học người Ý (s. 1539)
- 1615 – Hans von Aachen, họa sĩ người Đức (s. 1552)
- 1793 – Louis de Bourbon, đô đốc người Pháp (s. 1725)
- 1795 – John Collins, chính khách người Mỹ (s. 1717)
- 1805 – Jean–Baptiste Greuze, họa sĩ người Pháp (s. 1725)
- 1807 – Abraham Baldwin, chính khách người Mỹ (s. 1754)
- 1832 – Jean–François Champollion, học giả người Pháp (s. 1790)
- 1851 – James Richardson, nhà thám hiểm người Anh (s. 1809)
- 1852 – Nikolai Vasilievich Gogol, nhà văn người Nga (s. 1809)
- 1853 – Christian Leopold von Buch, nhà địa chất người Đức (s. 1774)
- 1858 – Matthew Perry, sĩ quan hải quân Mỹ (s. 1794)
- 1872 – Johannes Carsten Hauch, nhà thơ người Đan Mạch (s. 1790)
- 1888 – Amos Bronson Alcott, nhà triết học người Mỹ (s. 1799)
- 1903 – Joseph Henry Shorthouse, tiểu thuyết gia người Anh (s. 1834)
- 1910 – Knut Ångström, nhà vật lý người Thụy Điển (s. 1857)
- 1916 – Franz Marc, nghệ sĩ người Đức (s. 1880)
- 1922 – Bert Williams, người dẫn chuyện giải trí người Mỹ (s. 1874)
- 1925 – James Ward, nhà tâm lý học, nhà triết học người Anh (s. 1843)
- 1925 – John Montgomery Ward, vận động viên bóng chày người Mỹ (s. 1860)
- 1938 – George Foster Peabody, chính khách người Mỹ (s. 1852)
- 1938 – Jack Taylor, vận động viên bóng chày người Mỹ (s. 1874)
- 1940 – Hamlin Garland, tiểu thuyết gia người Mỹ (s. 1860)
- 1945 – Lucille La Verne, nữ diễn viên người Mỹ (s. 1872)
- 1945 – Mark Sandrich, đạo diễn phim, nhà văn, nhà sản xuất người Mỹ (s. 1900)
- 1948 – Antonin Artaud, diễn viên, người đạo diễn người Pháp (s. 1896)
- 1952 – Charles Scott Sherrington, nhà khoa học, giải thưởng Nobel người Anh (s. 1857)
- 1954 – Noel Gay, nhà soạn nhạc người Anh (s. 1898)
- 1959 – Maxey Long, vận động viên người Mỹ (s. 1878)
- 1960 – Leonard Warren, ca sĩ giọng nam trung người Mỹ (s. 1911)
- 1963 – William Carlos Williams, nhà thơ người Mỹ (s. 1883)
- 1967 – Michel Plancherel, nhà toán học Thụy Sĩ (s. 1885)
- 1974 – Adolph Gottlieb, họa sĩ người Mỹ (s. 1903)
- 1976 – Walter H. Schottky, nhà vật lý người Đức (s. 1886)
- 1977 – Andrés Caicedo, nhà văn người Colombia (s. 1951)
- 1977 – Toma Caragiu, diễn viên người România (s. 1925)
- 1977 – Lutz Graf Schwerin von Krosigk, chính khách, nguyên Chancellor Đức người Đức (s. 1887)
- 1981 – Yip Harburg, nhà thơ trữ tình người Mỹ (s. 1896)
- 1981 – Torin Thatcher, diễn viên Ấn Độ (s. 1905)
- 1984 – Ernest Buckler, tiểu thuyết gia người Canada (s. 1908)
- 1984 – Jewel Carmen, nữ diễn viên người Mỹ (s. 1897)
- 1984 – Geoffrey Lumsden, diễn viên người Anh (s. 1914)
- 1986 – Howard Greenfield, người sáng tác bài hát người Mỹ (s. 1936)
- 1990 – Hank Gathers, cầu thủ bóng rổ người Mỹ (s. 1967)
- 1992 – art Babbitt, họa sĩ phim hoạt hình người Mỹ (s. 1907)
- 1993 – art Hodes, nhạc Jazz nghệ sĩ dương cầm người Mỹ (s. 1904)
- 1994 – John Candy, diễn viên hài người Canada (s. 1950)
- 1995 – Eden Ahbez, nhà soạn nhạc người Mỹ (s. 1908)
- 1996 – Minnie Pearl, diễn viên hài người Mỹ (s. 1912)
- 1997 – Robert H. Dicke, nhà vật lý người Mỹ (s. 1916)
- 1997 – Carey Loftin, diễn viên, diễn viên đóng thế người Mỹ (s. 1914)
- 1999 – Del Close, diễn viên người Mỹ (s. 1934)
- 1999 – Karel van het Reve, nhà văn người Đức (s. 1921)
- 2001 – Fred Lasswell, người vẽ tranh biếm hoạ người Mỹ (s. 1916)
- 2001 – Harold Stassen, chính khách người Mỹ (s. 1907)
- 2002 – Claire Davenport, nữ diễn viên người Anh (s. 1933)
- 2002 – Eric Flynn, diễn viên, ca sĩ người Anh (s. 1939)
- 2002 – Elyne Mitchell, tác gia người Úc (s. 1913)
- 2002 – Velibor Vasović, cầu thủ bóng đá người Nam Tư (s. 1939)
- 2003 – Sébastien Japrisot, tác gia, người viết kịch bản phim, đạo diễn phim người Pháp (s. 1931)
- 2004 – John McGeoch, nhạc sĩ người Scotland (s. 1955)
- 2004 – Claude Nougaro, ca sĩ người Pháp (s. 1929)
- 2004 – George Pake, nhà vật lý người Mỹ (s. 1924)
- 2004 – Stephen Sprouse, thời trang nhà thiết kế người Mỹ (s. 1953)
- 2005 – Robert Consoli, diễn viên, nhạc sĩ người Mỹ (s. 1964)
- 2005 – Una Hale, ca sĩ soprano người Úc (s. 1922)
- 2005 – Yuriy Kravchenko, chính khách người Ukraina (s. 1951)
- 2005 – Carlos Sherman, nhà văn người Uruguay (s. 1934)
- 2006 – Roman Ogaza, cầu thủ bóng đá người Ba Lan (s. 1952)
- 2006 – John Reynolds Gardiner, kĩ sư người Mỹ (s. 1944)
- 2006 – Dave Rose, nghệ sĩ người Mỹ (s. 1910)
- 2006 – Edgar Valter, người minh họa, người vẽ tranh biếm hoạ người Estonia (s. 1929)
- 2007 – Natalie Bodanya (Natalie Bodanskaya), ca sĩ soprano người Mỹ (s. 1908)
- 2007 – Thomas Eagleton, chính khách người Mỹ (s. 1929)
- 2007 – Bob Hattoy, nhà hoạt động người Mỹ (s. 1950)
- 2007 – Ian Wooldridge, thể thao nhà báo người Anh (s. 1932)
- 2008 – Elena Nathanael, nữ diễn viên người Hy Lạp (s. 1941)
- 2018 – Davide Astori, cầu thủ bóng đá người Ý (s. 1987)
- 2021 – Trần Hạnh, nghệ sĩ người Việt Nam (s. 1929).